# Ямато (филм)
Вижте пояснителната страница за други значения на Ямато.
„Ямато“ (男たちの大和 Otoko-tachi no Yamato – „Мъжете на Ямато“) е японски военен филм от 2005 година.
Историята е оформена в днешно време с препратки, разказващи историята на екипажа на японския линеен кораб „Ямато“ по време на Втората световна война. Филмът е режисиран от Джуния Сато. Сценарият е основан на роман на Джун Хенми.

## Сюжет
Внимание:  Текстът по-долу разкрива сюжета на произведението (или части от него)!
Филмът започва със снимки от експедиция до останките на „Ямато“ от 1999 година, после показват жената Макико Учида на посещение в музея, посветен на кораба „Ямато“ в Куре. Тя търси капитан на кораб, който да я откара на точните координати, където е потънал „Ямато“, за да отдаде почит на екипажа на 60-ата годишнина от потопяването на кораба. Единственият съгласил се на предложението ѝ е Кацуми Камио, оцелял при потопяването на кораба, след като разбира, че тя е дъщеря на старшина Мамору Учида – моряк, който е смятан за потънал с кораба.
С Учида и Камио пътува и младият помощник Ацуши. През цялото време Камио разказва спомените си от времето на военната си служба като част от ПВО подразделение на кораба.
Камио и няколко други кадети са подложени на сурови тренировки от старшините Учида, Мориваки и Караки, които служат на кораба от пускането му във вода през 1941 година. След като моряците завършват обучението си, Ямато отплава да пресрещне американските сили в битката за Филипинско море, където Учида губи лявото си око. Ямато е изпратен обратно в Япония за поправка през следващите няколко месеца.
Екипажът на кораба получава няколко дни да се приготви, за да изпълни бойна мисия при остров Окинава, наречена „Операция Тен-Го“. Учида използва възможността, бяга от болницата и се присъединява към екипажа. На борда част от моряците се сбиват, след като представител на Японския имперски флот преразказва думите на действащия адмирал на Ямато, контраадмирал Сейчи Ито, че Тен-Го е на практика самоубийствена мисия.
Корабът приема да се сражава с американската експедиция „Task Force 58“ на път за Окинава. Въпреки че екипажът обстрелва американските самолети, те успяват да повредят „Ямато“ сериозно. Камио, Учида и Мориваки остават последни и обслужват една ПВО батарея, след като бомба убива целия ѝ оперативен екипаж и старшина Караки. Поради тежките повреди корабният капитан Косаку Аруга нарежда незабвно евакуиране на кораба. Учида и Мориваки изхвърлят Камио през борда. Докато радистът се опитва да повика подкрепления, корабът се наводнява. След това „Ямато“ се обръща и експлодира.
Ескортиращите „Ямато“ кораби прибират оцелелите, но Камио не успява да спаси най-добрия си приятел, въпреки че е обещал да го пази пред майка му. Мориваки овързва Камио, така че да бъде изтеглен на борда на спасителен кораб, и отплува настрани и се удавя.
В същото време, отново в наши дни, старият Камио получава сърдечен удар, но Макико и Ацуши го свестяват. След това разказва какво му се е случило през последните месеци от войната.
Утрото на следващия ден пристигат на мястото на потопяването на „Ямато“. Макико разпръсква прахта на баша си, а Камио ѝ дава кинжал, който Учида го е помолил да задържи за време на последната битка. След кратката церемония тримата се прибират в Япония.
В края на филма се показва как Макико поставя цветя на специален паметник, посветен на екипажа.

## Актьорски състав
- Кеничи Мацуяма – Кацуми Камио на 15 години
- Тацуя Накадаи – Кацуми Камио на 75 години
- Шидо Накамура – Мамору Учида
- Такаши Соримачи – Шодачи Мориваки
- Джундай Ямада – Масао Караки
- Кента Учино – Тецуя Ниши
- Койока Сузуки – Макико Учида
- Сосуке Икемацу – Ацуши
- Хироюки Хираяма – Тамаки